# Adolf Herz
Adolf Herz (* 5. Juni 1862 in Novy Jičín (Neutitschein in Mähren); †  25. Februar 1947 in Luzern) war ein österreichischer Maschinenbauingenieur und Mitgründer der schweizerischen Fotozeitschrift Camera.

## Leben
Herz war Sohn eines wohlhabenden jüdischen Brauers. Nach Abschluss seines Studiums an der Realschule in Brünn studierte er Maschinenbau in Wien. Er eröffnete eine eigene Werkstatt, um seine eigenen Erfindungen herzustellen, u. a. einen leistungsstarken Zünder und spezielle Stoßdämpfer für Automobile. Zusammen mit seinem Bruder Max Herz, einem Kardiologen und Privatdozenten, entwarf er eines der ersten modernen Blutdruckmessgeräte. 
Er wurde auch Amateurfotograf und beschäftigte sich vor allem mit der typischen Wiener Cafékultur. Von 1905 bis 1913 lebte Adolf Herz in New York, danach kehrte er nach Österreich zurück. Nach dem Untergang des Habsburgerreichs verarmt, zog er 1920 in die Schweiz und lebte zuerst in Weggis, bevor er sich im Januar 1923 in Luzern niederließ.
Im Jahr 1922 gründete er zusammen mit dem Zeitungs- und Zeitschriftenverleger Carl Josef Bucher die Fotozeitschrift Camera. Er wirkte bis ins hohe Alter als Redaktor dieses Presseorgans, das sich ausschließlich den Medien Foto und Film widmete. 
Er heiratete 1924 in Luzern unter dem amtlichen Namen Albert Herz die britische Staatsbürgerin May Therese Priggen. Im selben Jahr wurde das einzige Kind, der Sohn Josef, geboren. 1927 erhielt er mit seiner Familie die Bewilligung zur Niederlassung in Luzern. Mit dem Anschluss Österreichs deutscher Reichsangehöriger geworden, wollte sich Herz 1939 in der Schweiz einbürgern lassen, sein Gesuch wurde jedoch von der Luzerner Kantonspolizei aus antisemitischen Gründen negativ beurteilt und von der eidgenössischen Polizeiabteilung abgewiesen. Im November 1941 wurde ihm wie allen Juden im Ausland die deutsche Staatsbürgerschaft aberkannt, darauf wurde Adolf Herz staatenlos und erhielt in der Schweiz nurmehr eine befristete Toleranzbewilligung. Herz starb am 25. Februar 1947 in Luzern.